# Liste der Countys in Florida
Der US-Bundesstaat Florida ist in 67 Countys unterteilt (Einwohnerzahlen laut US Census 2020).
- Alachua County (278.468 E.)
- Baker County (28.259 E.)
- Bay County (175.216 E.)
- Bradford County (28.303 E.)
- Brevard County (606.612 E.)
- Broward County (1.944.375 E.)
- Calhoun County (13.648 E.)
- Charlotte County (186.847 E.)
- Citrus County (153.843 E.)
- Clay County (218.245 E.)
- Collier County (375.752 E.)
- Columbia County (69.698 E.)
- DeSoto County (33.976 E.)
- Dixie County (16.759 E.)
- Duval County (995.567 E.)
- Escambia County (321.905 E.)
- Flagler County (115.378 E.)
- Franklin County (12.451 E.)
- Gadsden County (43.826 E.)
- Gilchrist County (17.864 E.)
- Glades County (12.126 E.)
- Gulf County (14.192 E.)
- Hamilton County (14.004 E.)
- Hardee County (25.327 E.)
- Hendry County (39.619 E.)
- Hernando County (194.515 E.)
- Highlands County (101.235 E.)
- Hillsborough County (1.459.762 E.)
- Holmes County (19.653 E.)
- Indian River County (159.788 E.)
- Jackson County (47.319 E.)
- Jefferson County (14.510 E.)
- Lafayette County (8.226 E.)
- Lake County (383.956 E.)
- Lee County (760.822 E.)
- Leon County (292.198 E.)
- Levy County (42.915 E.)
- Liberty County (7.974 E.)
- Madison County (17.968 E.)
- Manatee County (399.710 E.)
- Marion County (375.908 E.)
- Martin County (158.431 E.)
- Miami-Dade County (2.701.767 E.)
- Monroe County (82.874 E.)
- Nassau County (90.352 E.)
- Okaloosa County (611.668 E.)
- Okeechobee County (39.644 E.)
- Orange County (1.429.908 E.)
- Osceola County (388.656 E.)
- Palm Beach County (1.492.191 E.)
- Pasco County (561.891 E.)
- Pinellas County (959.107 E.)
- Polk County (725.046 E.)
- Putnam County (73.321 E.)
- Santa Rosa County (188.000 E.)
- Sarasota County (434.006 E.)
- Seminole County (470.856 E.)
- St. Johns County (273.425 E.)
- St. Lucie County (329.226 E.)
- Sumter County (129.752 E.)
- Suwannee County (43.474 E.)
- Taylor County (21.796 E.)
- Union County (16.147 E.)
- Volusia County (553.543 E.)
- Wakulla County (33.764 E.)
- Walton County (75.305 E.)
- Washington County (25.318 E.)